# Raionul Ocna
Raionul Ocna (în ucraineană Окнянський район; în trecut Ocna Roșie) este unul din cele 26 raioane administrative din regiunea Odesa din Ucraina, cu reședința în orașul Ocna Roșie. A fost înființat în anul 1923 fiind atunci inclus în componența RASS Moldovenești, iar din 1940 în componența RSS Ucrainene. Începând din anul 1991, acest raion face parte din Ucraina independentă.

## Geografie
Raionul se învecineazǎ cu Republica Moldova în vest, cu raionul Bârzula în nord-est și cu raioanele Frunzivka și Ananiev în est. Este situat în podișul Podoliei, din care cauză relieful raionului este unul deluros. Spre deosebire de majoritatea teritoriului regiunii Odesa, raionul Ocna Roșie are importante masive forestiere.
Clima temperat-continentalǎ este specifică raionului cu o temperatură medie a lunii ianuarie de -3.9 °C, a lunii iulie +20 °C, temperatura medie anualǎ +8.5 °C.

## Demografie

### Numărul populației la 1 ianuarie
| 2013    | 2014    | 2015    |
| ------- | ------- | ------- |
| ▼20.370 | ▼20.242 | ▼20.216 |

- Sursă:[1]

### Structura etnolingvistică
Componența lingvistică a raionului Ocna Roșie
     Ucraineană (86,14%)
     Română (6,86%)
     Rusă (6,61%)
     Alte limbi (0,16%)
Conform recensământului din 2001, majoritatea populației raionului Ocna Roșie era vorbitoare de ucraineană (86,14%), existând în minoritate și vorbitori de română (6,86%) și rusă (6,61%).
La 1 octombrie 2011 populația raionului era de 20,522 persoane. În total există 55 de așezări.
Potrivit recensământului ucrainean din 2001, populația raionului era de 22,879 locuitori. Structura etnică:
| Grup etnic            | Populație | % Procentaj |
| --------------------- | --------- | ----------- |
| Ucraineni             | 18,700    | 81.7%       |
| Moldoveni (declarați) | 2,500     | 11.0%       |
| Ruși                  | 1,400     | 6.2%        |
| Bulgari               | 100       | 0.3%        |
| Belaruși              | 100       | 0.2%        |